# Sminthopsis boullangerensis
Sminthopsis boullangerensis é uma espécie de marsupial da família Dasyuridae. Endêmica da Ilha Boullanger, na Austrália Ocidental;
- Nome Popular: Dunnart-da-Ilha-Boullanger

- Nome Científico: Sminthopsis boullangerensis (Crowther, Dickman e Lynam, 1999)

- Sinônimo do nome científico da espécie: Sminthopis griseoventer boullangerensis;

## Características
Esta espécie tem a cauda mais longa que o Dunnart-do-sudoeste-da-Austrália, mede 7 – 9 cm e seu corpo medem cerca de 7–9 cm de comprimento, seu peso varia entre 10-17 gramas. A pelagem de cor cinzenta no dorso e pálido no ventre.

## Hábitos alimentares
A dieta inclui insetos, como besouros, larvas de aranha, pequenos répteis e anfíbios.

## Habitat
Podem ser encontradas em moitas densas, florestas de mallee;

## Distribuição Geográfica
Ilha Boullanger, na Austrália Ocidental;